# A Counterblaste to Tobacco

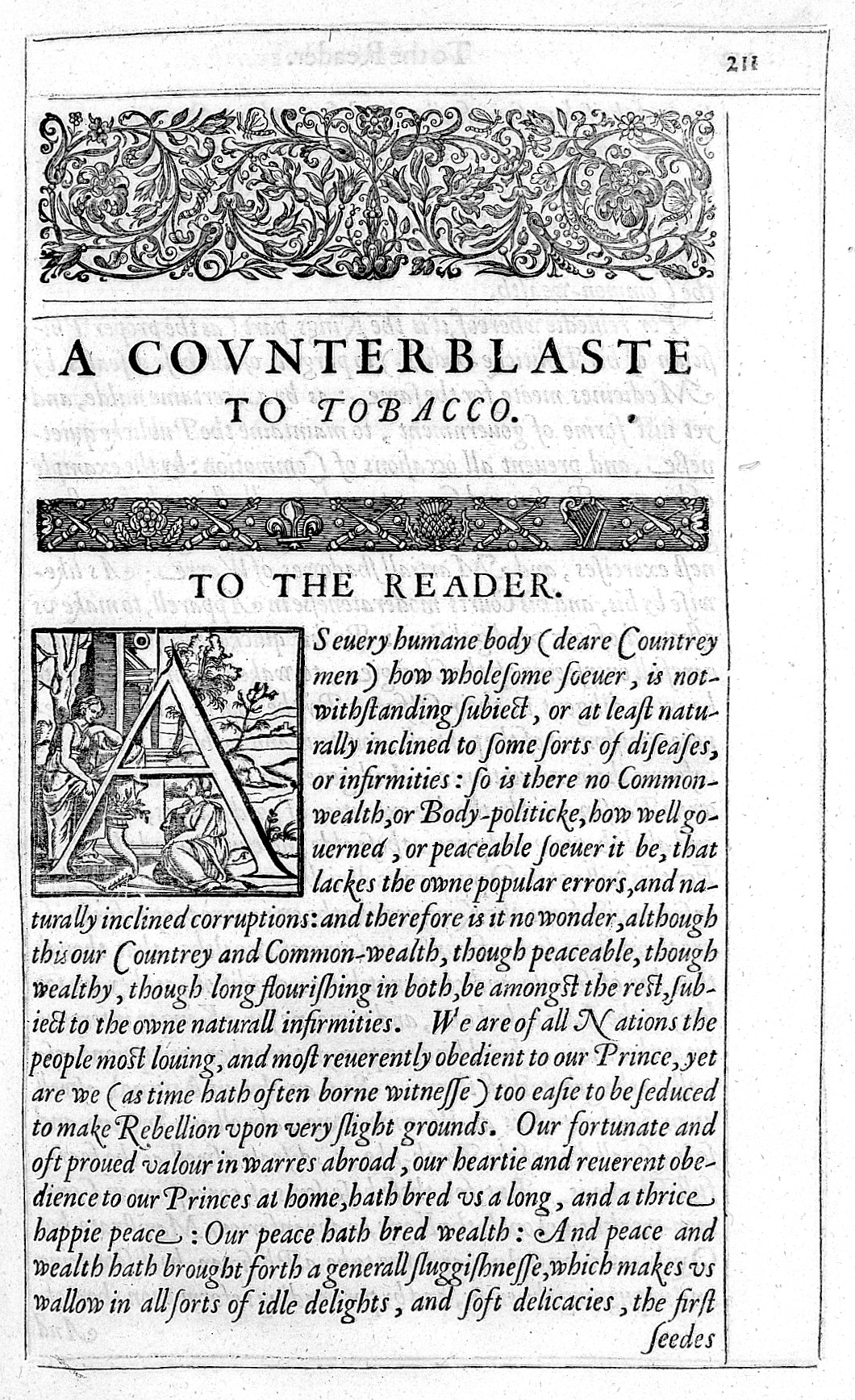
Erste Seite von „A counterblaste to Tobacco“

A Counterblaste to Tobacco ist eine von Jakob I. 1604 verfasste Streitschrift.

## Hintergrund
A Counterblaste to Tobacco gilt als eine der ältesten Antitabakschriften. Unter Bezugnahme auf die damals vorherrschende Humoralpathologie bringt Jakob I. in der Schrift seine Abneigung gegen Tabak und das Tabakrauchen zum Ausdruck. Er beschreibt dabei unter anderem den Tabakrauch, Lungenschäden und negative Auswirkungen des Passivrauchens.
Im Oktober desselben Jahres wies Jakob I. den Lord High Treasurer Thomas Sackville, 1. Earl of Dorset an, eine Verbrauchsteuer sowie Zölle auf Tabakprodukte zu erheben.